# NGC 6235
NGC 6235 est un amas globulaire situé dans la constellation d'Ophiuchus à environ 37 200 a.l. (11,4 kpc) du Soleil et à 13 400 a.l. (4,1 kpc) du centre de la Voie lactée. Il a été découvert par l'astronome germano-britannique William Herschel en 1787.

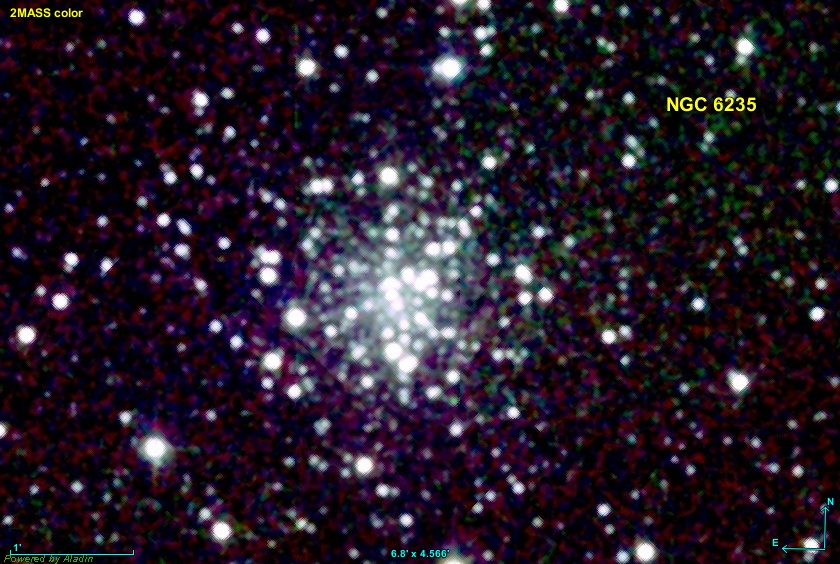
NGC 6235 en infrarouge par le relevé 2MASS.

## Caractéristiques
La vitesse radiale héliocentrique de cet amas est égale à (87,3 ± 3,4) km/s. Selon Forbes et Bridges, sa métallicité est estimée à −1,18 [Fe/H] et son âge d'environ 11,39 milliards d'années.
Selon une étude publiée en 2011 par J. Boyles et ses collègues, la métallicité de l'amas globulaire NGC 6235 est égale à -1,28 et sa masse est égale à 73 300 {\displaystyle M_{\odot }}. Dans cette même étude, la distance de l'amas est estimée à environ 11,5 kpc (∼37 500 al).
D'autre part, les relevés réalisés par le satellite Gaia ont permis de mesurer avec une grande précision les positions et la vitesse de certains amas globulaires, dont NGC 6235 qui est égale à (126,68 ± 0,33) km/s. Selon cinq publications rapportées sur la base de données Simbad, la métallicité de NGC 6235 varie de −1,38  à   −1,60.